# Hymenasplenium hondoense
Hymenasplenium hondoense là một loài dương xỉ trong họ Aspleniaceae. Loài này được N.Murak. & Hatan. Nakaike mô tả khoa học đầu tiên.
Danh pháp khoa học của loài này chưa được làm sáng tỏ. 